# Mordlauf
Mordlauf ist ein Kriminalhörspiel aus der Reihe des Radio-Tatorts. Die Textvorlage stammt von Christine Lehmann, die hier zum zweiten Mal das für den Südwestrundfunk gestaltete Stuttgarter Ermittlerduo Kriminalhauptkommissarin Nina Brändle und
Kriminaloberrat Xaver Finkbeiner fortführte. Mordlauf wurde zum ersten Mal am 18. Januar 2008 ausgestrahlt. Neben den Hauptdarstellern traten mit Angelika Bartsch, Justine Hauer, Hilmar Eichhorn und Taner Sahintürk weitere namhafter Sprecher beziehungsweise Schauspieler auf.
Der vorliegende 7. Fall der Gesamtreihe und zweite Fall des Stuttgarter Tatorts dreht sich in erster Linie um das sensible Thema Amoklauf. Nach einer anonymen Ankündigung müssen die Ermittler im Wettlauf gegen die Zeit einen Amoklauf an einem Gymnasium verhindern.

## Inhalt
Sowohl im Internet auf YouTube als auch durch die Warnung eines schwarzgekleideten jungen Manns vor dem Polizeidauerdienst kursiert die Ankündigung eines Amoklaufs am Hermann-Hesse-Gymnasium: „Am elften Juni sollt ihr brennen.“ Die erste Warnung nahm die Stuttgarter Polizei noch nicht wirklich ernst, nach der YouTube-Meldung erstellt man sogleich ein Notfallkonzept.
Diese zweite Warnung rufen daher den Profiler des Landeskriminalamts Kriminaloberrat Xaver Finkbeiner und seine Kollegin, Kriminalhauptkommissarin Nina Brändle, auf den Plan, die in gerade einmal 24 Stunden die Tat verhindern sollen. Somit schreiten sie direkt zur Fahndung in dem betroffenen Gymnasium, um denjenigen zu finden, der hinter dem Audiofile stecken mag. Dort lernen sie den Deutschlehrer Moser kennen, der in seinem Deutschkurs den Primanern Hermann Hesses Erzählung Klein und Wagner (1919) nahezubringen versucht. Interessanterweise basiert die Geschichte unter anderem auf dem realen Fall des Lehrers Ernst August Wagner, der einst nach der gescheiterten Ehe seine Familie und zwölf weitere Person ums Leben brachte. Insbesondere bei seinem favorisierten Schüler, dem introvertierten Boris scheint sich der frustrierte Pädagoge ausgesuchte Mühe zu geben. Brändle und Finkbeiner scheinen einem Durchbruch nahe zu sein, als man Übereinstimmungen des Audiotextes mit dem zitierten Stoff Hesses findet und die Datei aus dem Computerraum des Gymnasiums mit den Einloggdaten Boris’ gesendet wurde. Als jedoch Rundfunk und Fernsehen dies erfahren und vorschnell publik machen, entwendet der auch schon früher gewaltbereite Junge eine Waffe aus dem väterlichen Tresor. Buchstäblich in letzter Sekunde gelingt es den Ermittlern die Katastrophe abzuwenden. Doch ein wichtiges Detail hatten alle übersehen. Den hohen Migrantenanteil hatte man bereits als Faktor ausgeschlossen, aber was bewegt den Lehrer Moser wirklich? Hat nicht auch er wie die historische Figur Wagner vor kurzem das Scheitern seiner Ehe mit der Scheidung erlebt?

## Hintergrund
Vor dem Hintergrund zahlreicher Amokläufe an Schulen und Hochschulen Europas und der Vereinigten Staaten wie in Ansbach, Erfurt oder Emsdetten erklären sich viele Handlungsparallelen, wobei hier der eigentliche Täter ausnahmsweise nicht in den Reihen der Schüler zu suchen ist. Dass nur ein Jahr später der Amoklauf von Winnenden nördlich von Stuttgart stattfinden wird, der ebenfalls die Waffe des Vaters entwendet, ist eine zu- aber auffällige Koinzidenz.
Mit der Figur des Lehrers Wagner griff Hesse auf einen historischen, Anfang des 20. Jahrhunderts bekannten Amokläufer zurück, über den die Zeitungen berichtet hatten. Aufgrund seines Bekanntheitsgrades war der Fall Wagner für Hesse geeignet, Diskussionen über die Verantwortung des Einzelnen sowie der Gesellschaft anzuregen, sowie die Dringlichkeit und Aktualität des Konfliktes, den seine eigentliche Figur Klein auszukämpfen hatte, zu verdeutlichen. Ernst August Wagner hatte 1913 in Degerloch zunächst seine Frau und seine vier Kinder mit einem Knüppel erschlagen, um ihnen die Folgen seiner späteren Taten zu ersparen und dann in Mühlhausen zunächst vier Häuser angezündet und die daraufhin fliehenden zwölf Insassen wahllos erschossen. Acht weitere Personen wurden schwer verletzt.
Justine Hauer, die hier die Ingrid Böhse spricht, steht auch für die Fernsehfassung des Tatorts vor der Kamera: Sie arbeitet im Konstanzer Ermittlungsteam des Tatorts als Annika Beck um Eva Mattes. Hilmar Eichhorn hingegen spricht für die Radio-Tatort-Episoden des MDR den dortigen Ermittler Jost Fischer und gibt hier ein kurzes Gastspiel, wie es überhaupt auch in einigen Radiotatorten Crossover-Momente gibt.
Die in den folgenden Jahren monatliche Ausstrahlung eines neuen Falls wurde im Januar 2012 unterbrochen. Die für den SWR produzierte Folge konnte nicht rechtzeitig fertiggestellt werden. Da selbst die anderen Rundfunkanstalten kein fertiges Hörspiel „in der Schublade“ hatten, wurde stattdessen Mordlauf aus dem Jahr 2008 wiederholt.

## Ausgabe
- Christine Lehmann: Radio Tatort: Mordlauf. Der Hörverlag 2009, ISBN 978-3-86717-333-9.

## Rezensionen

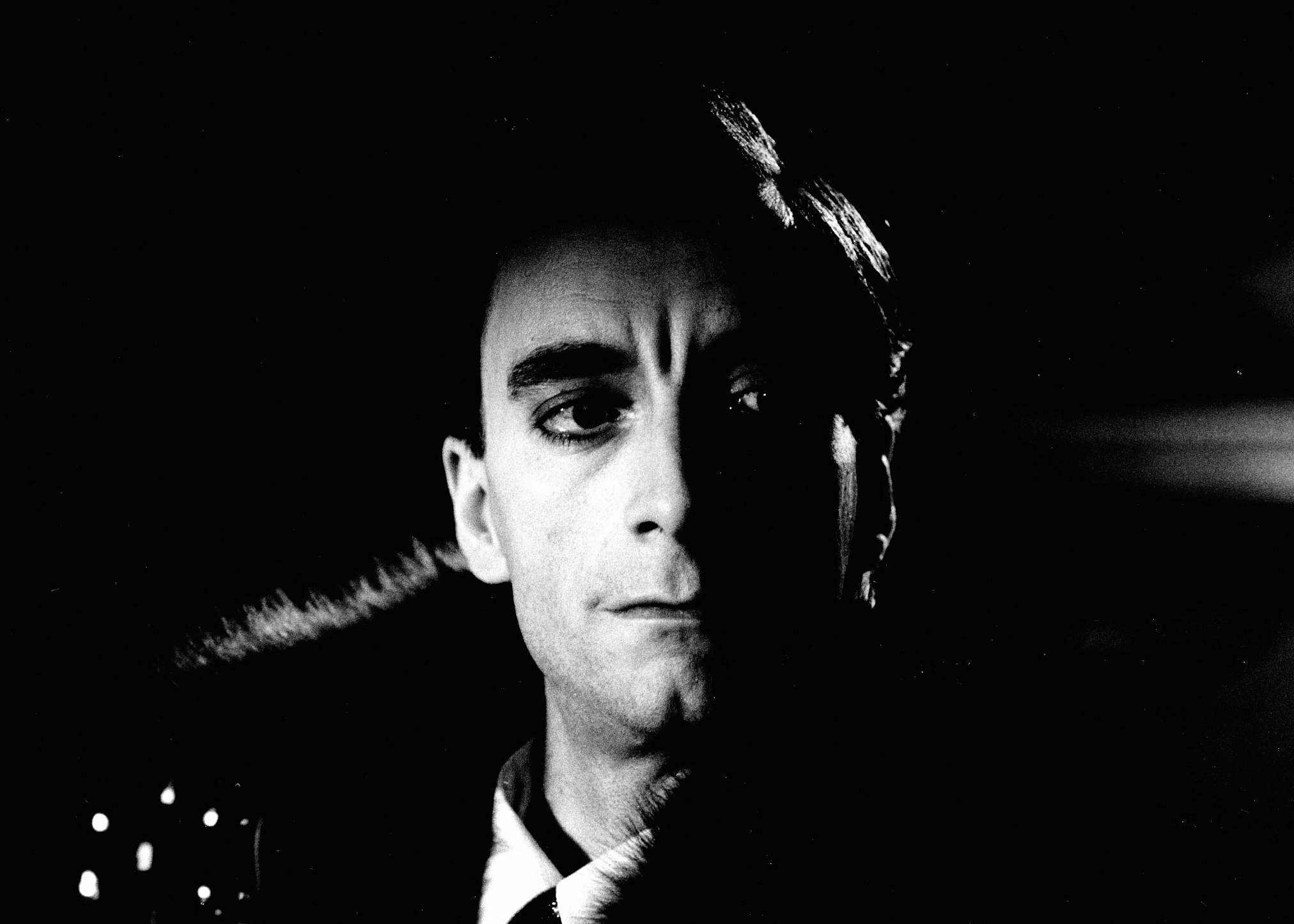
Ueli Jäggi, Sprecher des Kriminaloberrats Xaver Finkbeiner

- „Es zeichnete sich schon mit dem ersten Tatort des SWR aus der Feder von Christine Lehmann ab, dass man hier qualitativ ein Highlight zu setzen im Stande sein kann. Das Duo Finkbeiner/Brändle ist nicht nur aufgrund des festen regionalen Bezugs sehr unterhaltsam, vor allem aber wissen die Fälle zu überzeugen. Den krassen Wechsel von der Provinz im ersten Fall zum sozialen Brennpunkt einer Großstadt, bringt eine völlig andere Stimmung in die Geschichte und öffnet dem Thema ganz neue Möglichkeiten. Der Fall an sich ist der beste der bisherigen Reihe. Die Handlung ist verwinkelt und der Hörer kann immer einen Tick mehr vorausahnen und ist damit den Ermittlern überlegen.“[8]
- „Die Parallelen sind natürlich schnell offensichtlich. Dennoch baut der Tatort Spannung auf. Denn die Polizei zieht diese Parallele nicht so schnell (die Erzählung ist schließlich Pflichtlektüre). Mordlauf ist ein spannender Tatort, der den Hörer beinahe auf eine falsche Fährte lockt und durch eine tatsächlich auf die falsche Fährte gelockte Polizei ein ordentliches Maß an Spannung.“[9]
- „Alle Landesrundfunkanstalten senden seitdem einmal im Monat den jeweils neuen ARD Radio Tatort, nutzen das kreative Potential ihrer besten Krimiautoren und sorgen für zusätzliche Aufmerksamkeit für die traditionsreiche Radiokunstform Hörspiel. Inzwischen erreicht der Radio Tatort ein Millionenpublikum, zusätzlich belegen hohe Abrufzahlen im Internet (www.radiotatort.ard.de) die Akzeptanz dieser Krimis.“[10]
- „In den Medien, in denen die Hinweise auf Rundfunksendungen, wenn überhaupt noch vorhanden, nur noch mit der Lupe gefunden werden konnten, wird der Hörfunk wieder wahrgenommen. Und die Kritiken – ganz gleich wie sie ausfallen – sie sind sogar ausführlich!“[11]